# ヴァイオリンソナタ第1番 (メトネル)
ヴァイオリンソナタ第1番（ヴァイオリンソナタだい1ばん）ロ短調 作品21 は、ニコライ・メトネルが作曲したヴァイオリンソナタ。

## 概要
12歳でモスクワ音楽院に入学したメトネルは、ワシーリー・サフォーノフにピアノを、セルゲイ・タネーエフに対位法と和声法を師事した。1900年に最高の栄誉であるピアノのゴールド・メダルを獲得して音楽院を巣立ったメトネルであったが、1909年には教授として再び母校の門をくぐる。ヴラディーミル・ソフロニツキーはその頃にメトネルから指導を受けたひとりであった。
ピアノを得意としたメトネルであったが、ヴァイオリンにも長じていた。兄のアレクサンドルはプロのヴァイオリニストであり、彼自身も幼少期には自らヴァイオリン演奏を行った。ヴァイオリンを重要な楽器と考えていたメトネルは、3曲のヴァイオリンソナタを含む計5曲のピアノとヴァイオリンのための楽曲を残している。
本作は書き溜めた材料を用いて徐々に形となっていき、最初の2つの楽章は1910年にお披露目された。翌年には全曲が完成されたとみられる。曲は兄のエミーリイの妻であったアンナに献呈された。アンナは後年、エミーリイの許を離れてニコライと結婚することになる。この作品の着想にはメトネルが慣れ親しんできたギリシャ古典文学の影響がみられる。

## 楽曲構成

### 第1楽章
Canzona: Canterellando; con fluidezza 6/8拍子 ロ短調
カンツォーナ（歌）と題され、「鼻歌を歌うように」（Canterellando）という発想標語が添えられている。前奏を持たず、冒頭からヴァイオリンが主題を歌い始める（譜例1）。主題はシチリアーナ風の舟歌のリズムに乗り、エオリア旋法によっている。
譜例1
速度を上げて次の主題が提示される（譜例2）。盛り上がりを築くと静まってトランクィロを導く。
譜例2
元の速度に戻り、モルト・トランクィロとなって譜例1が展開される。先に出ていたトランクィロの素材も合わせて高まりを迎え、落ち着きを取り戻すとピアノが先導する譜例1の再現へと移る。譜例2も続いて、主として譜例1を用いたコーダを経て静かに結ばれる。

### 第2楽章
Danza: Allegro scherzando 2/4拍子 ト長調
ヴァイオリンが譜例3を奏して開始する。主題が9小節となっている結果、聴く者の予想を外した抑揚が生まれている。曲はこの主題を繰り返しながら進んでいく。
譜例3
突如プレストに転じ、元の2倍の速度でヴァイオリンが急速に動き回る（譜例4）。
譜例4
譜例4の急速な動きの間に、新しい材料が挿入されてくる（譜例5）。シンコペーションのリズムにより、ジャズのような趣きを持つ。譜例5はヴァイオリンにも受け継がれて歌われるが、間もなく急速な動きが戻ってくる。
譜例5
譜例3が回帰し、譜例3と組み合わされながら穏やかに歌われる。最後は再びプレストに転じ、急速なパッセージと合わせて譜例5が奏されて終わりへと向かう。2小節の全休止を置くが、アタッカで終楽章へと続く。

### 第3楽章
Ditirambo: Festivamente. 4/4拍子 ロ長調
Ditiramboとは、ディオニューソスを讃える賛歌、粗野で熱狂的なもののことをいう。ロシアの鐘の音のようなピアノの導入に続き、ヴァイオリンがスタッカートの音型を刻む（譜例6）。この楽章のロ長調という調性はヴァイオリン作品にはあまり用いられないものであるが、ここでメトネルはロシアの鐘の音程を正確に写し取ろうとしたのかもしれない。
譜例6
やがてヴァイオリンは伸びやかな旋律を出す（譜例7）。これはピアノでも歌われる。
譜例7
譜例6の音型で祝祭的なクライマックスを形成すると急速に勢いを減じ、譜例8が入ってくる。この直後のドレンテと記されたエピソードは、タンゴのリズムを用いている。
譜例8
譜例8を繰り返した後に譜例6のリズムを用いて次第に音量を増し、頂点でピアノに譜例7が出される。曲の終わりには譜例5などの先行楽章の材料が断片的に回想され、賑やかな行列が遠くへ消えていくかのように静かに全曲を終える。